# Pere Tur Palau
Pedro Tur y Palau (Ibiza, 1851 - Madrid, 1907) fue un militar, abogado y político español, diputado a Cortes Generales durante la restauración borbónica, perteneciendo a una familia de la nobleza de Ibiza.

## Biografía
Licenciado en Derecho, trabajó como asesor jurídico de la Comandancia de Marina y fue cadete de la Armada Española por Real Gracia. Jefe del Partido Conservador en Ibiza, fue elegido diputado por esta circunscripción en las Elecciones generales de 1899 y 1903. Fue hermano del político ibicenco, y también diputado a Corts Lluís Tur Palau y del general Joan Tur Palau. Hijo ilustre de Ibiza tiene dedicada una calle en Dalt Vila (Ibiza) en su antigua casa familiar, hoy conocida como Casa Tur de Montis.